# Herbert Uber
Herbert Septimus Uber (* 25. August 1885 in Lambeth; † 1969) war ein englischer Badmintonspieler. 1925 heiratete er Betty Corbin, ihrerseits ebenfalls eine erfolgreiche Badmintonspielerin.

## Karriere
Herbert S. Uber hat an Erfolgen mehrere Siege bei den All England, den Scottish Open und den Irish Open zu verzeichnen. 1923, 1925, 1926 und 1927 siegte er in Schottland. 1930 gewann er bei den Irish Open sowohl Herrendoppel als auch Mixed. Bei den All England war er 1925 im Doppel erfolgreich und 1930 bis 1932 im Mixed.

## Sportliche Erfolge
| Saison | Veranstaltung | Disziplin    | Platz | Name                                 |
| ------ | ------------- | ------------ | ----- | ------------------------------------ |
| 1923   | Scottish Open | Herrendoppel | 1     | George Alan Thomas / Herbert S. Uber |
| 1925   | Scottish Open | Mixed        | 1     | Herbert S. Uber / Marian Horsley     |
| 1925   | Scottish Open | Herrendoppel | 1     | George Alan Thomas / Herbert S. Uber |
| 1925   | All England   | Herrendoppel | 1     | Herbert Uber / Arthur Kenneth Jones  |
| 1926   | Scottish Open | Herrendoppel | 1     | George Alan Thomas / Herbert S. Uber |
| 1927   | Scottish Open | Herrendoppel | 1     | George Alan Thomas / Herbert S. Uber |
| 1930   | Irish Open    | Mixed        | 1     | Herbert S. Uber / Betty Uber         |
| 1930   | Irish Open    | Herrendoppel | 1     | Herbert S. Uber / Donald C. Hume     |
| 1930   | All England   | Mixed        | 1     | Herbert Uber / Betty Uber            |
| 1931   | All England   | Mixed        | 1     | Herbert Uber / Betty Uber            |
| 1932   | All England   | Mixed        | 1     | Herbert Uber / Betty Uber            |